# Bagel-Gruppe
Die Bagel-Gruppe ist eine deutsche Unternehmensgruppe mit Sitz in Düsseldorf. Die Geschäftsbereiche der Gruppe liegen derzeit im Verlagsgeschäft, Druckwesen und Dienstleistungs-Sektor (Finanzen, Einkauf, Immobilien, Personalverwaltung).
Die Gruppe ist im Besitz von Mitgliedern der Unternehmerfamilie Bagel. Im Jahr 2011 beschäftigte sie 1.600 Mitarbeiter. Zur Gruppe zählen im Verlagsgeschäft der Karl Rauch Verlag und der A. Bagel Verlag. Im Druckereigeschäft fokussiert die Gruppe auf den Verpackungsdruck mit der NovaGroup International sowie den Sicherheitsdruck mit der Bagel Security Print. Im zuvor betriebenen Segment Illustrationsdruck wurde die langjährig zur Bagel-Gruppe gehörende TSB-Gruppe mit der TSB Tiefdruck Schwann-Bagel und weiteren Gesellschaften am Standort Mönchengladbach im Sommer 2023 vollständig von der französischen Riccobono-Gruppe übernommen. Im Februar 2024 wurde bekanntgegeben, dass der Betrieb der Bagel Roto Offset am Standort in Meineweh (Sachsen-Anhalt) zum 31. März 2024 stillgelegt wird.

## Geschichte
Der Name Bagel geht auf eine hugenottische Einwandererfamilie zurück. Johann Bagel gründete 1801 eine Buchbinderei mit angeschlossenem Papier- und Schreibwarengeschäft in Wesel. Später baute August Bagel das Geschäft aus. Er gründete eine Druckerei und Papierfabrik. Im Jahr 1878 verlegte er den Sitz der Druckerei nach Düsseldorf, wo das Unternehmen heute noch seinen Sitz hat und als ältestes Unternehmen der Stadt gilt. Im Jahr 2013 wurde eine Beteiligung am Aachener Unternehmen Allflex Folienveredelung erworben.

### A. Bagel Verlag

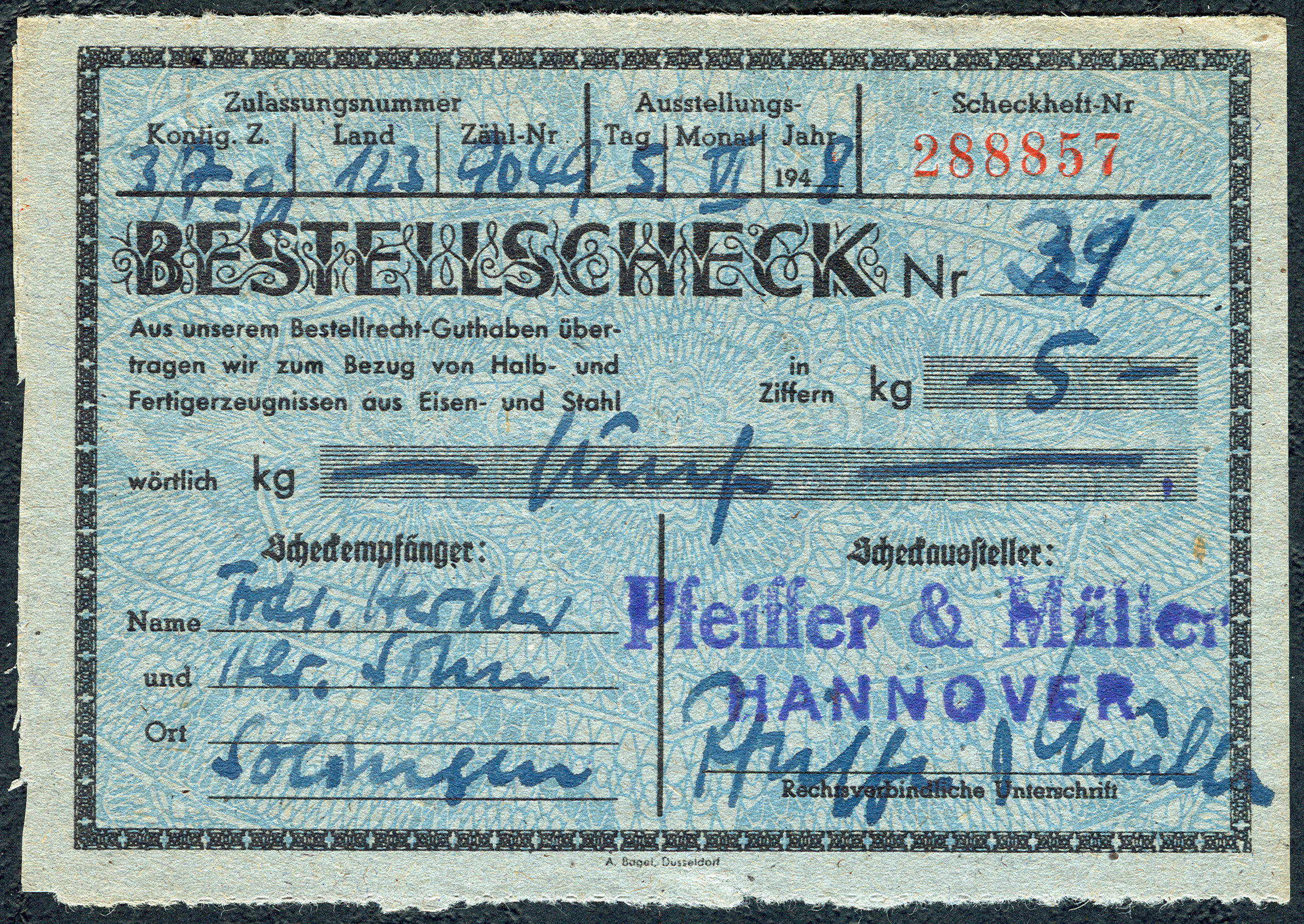
Sogenannter Eisenscheck, 1948 von Pfeiffer & Müller in Hannover an Friedrich Herder Abraham Sohn adressiert, ein Bezugsschein; gedruckt von A. Bagel, Düsseldorf

Im A. Bagel Verlag erschienen zunächst vorwiegend Schulbücher. Peter August Bagel (1809–1881) erweiterte das Sortiment um Bilderbücher, Jugend- und Volksschriften, Lehrmittel, Landkarten und Kalender. Heute werden hier das Gesetz- und Verordnungsblatt sowie das Ministerialblatt für das Land Nordrhein-Westfalen verlegt.

### Karl Rauch Verlag
Der Karl Rauch Verlag wurde von seinem Namensgeber 1923 in Dessau gegründet. 1948 übersiedelte der Verlag nach Bad Salzig und wurde ein Teil der Bagel-Gruppe. Im Verlag erscheinen die Werke von Antoine de Saint-Exupéry, u. a. der Klassiker Der kleine Prinz, 1964–1966 brachte er Boris Vian mit drei Romanen erstmals in deutscher Sprache heraus.